# Lilla Herrö
Lilla Herrö är en ö i Finland. Den ligger i Finska viken och i kommunerna Esbo och Kyrkslätt i landskapet Nyland, i den södra delen av landet. Ön ligger omkring 19 kilometer sydväst om Helsingfors.
Öns area är 12,7 hektar och dess största längd är 0,6 kilometer i sydväst-nordöstlig riktning. Ön höjer sig omkring 25 meter över havsytan. Den ligger i anslutning till Stora Herrö.